# Ectmesopus occipitalis
Ectmesopus occipitalis is een keversoort uit de familie bladkevers (Chrysomelidae). De wetenschappelijke naam van de soort werd in 1940 gepubliceerd door Blake.